# Mora (plant)
Mora is een geslacht van grote bomen uit de vlinderbloemenfamilie. Het geslacht omvat zeven soorten, allemaal inheems in laaglandregenwouden in Noord-Zuid-Amerika, Zuid-Midden-Amerika en de Zuid-Caraïben. Het zijn grote, zwaar ondersteunde regenwoudbomen tot 40 meter hoog in het geval van M. excelsa.  Het geslacht is vooral opmerkelijk vanwege de uitzonderlijke grootte van zijn bonen. In het geval van M. megistosperma zijn zij tot 18 cm lang, 15 cm breed en 8 cm dik met een gewicht van maximaal 1000 gram.  De bonen van Mora spp. zijn eetbaar indien gekookt, en zijn ook de bron van een rode kleurstof. De soort M. excelsa is een van de weinige regenwoudbomen die vrijstaand groeit.
Sommige soorten zijn belangrijk voor de productie van hout. M. excelsa en  M. gonggrijpii worden ook wel nato genoemd en worden vaak gebruikt voor de bouw van gitaren.

## Soorten
Mora omvat de volgende soorten:
- Mora abbottii Britton & Rose: Caraïben

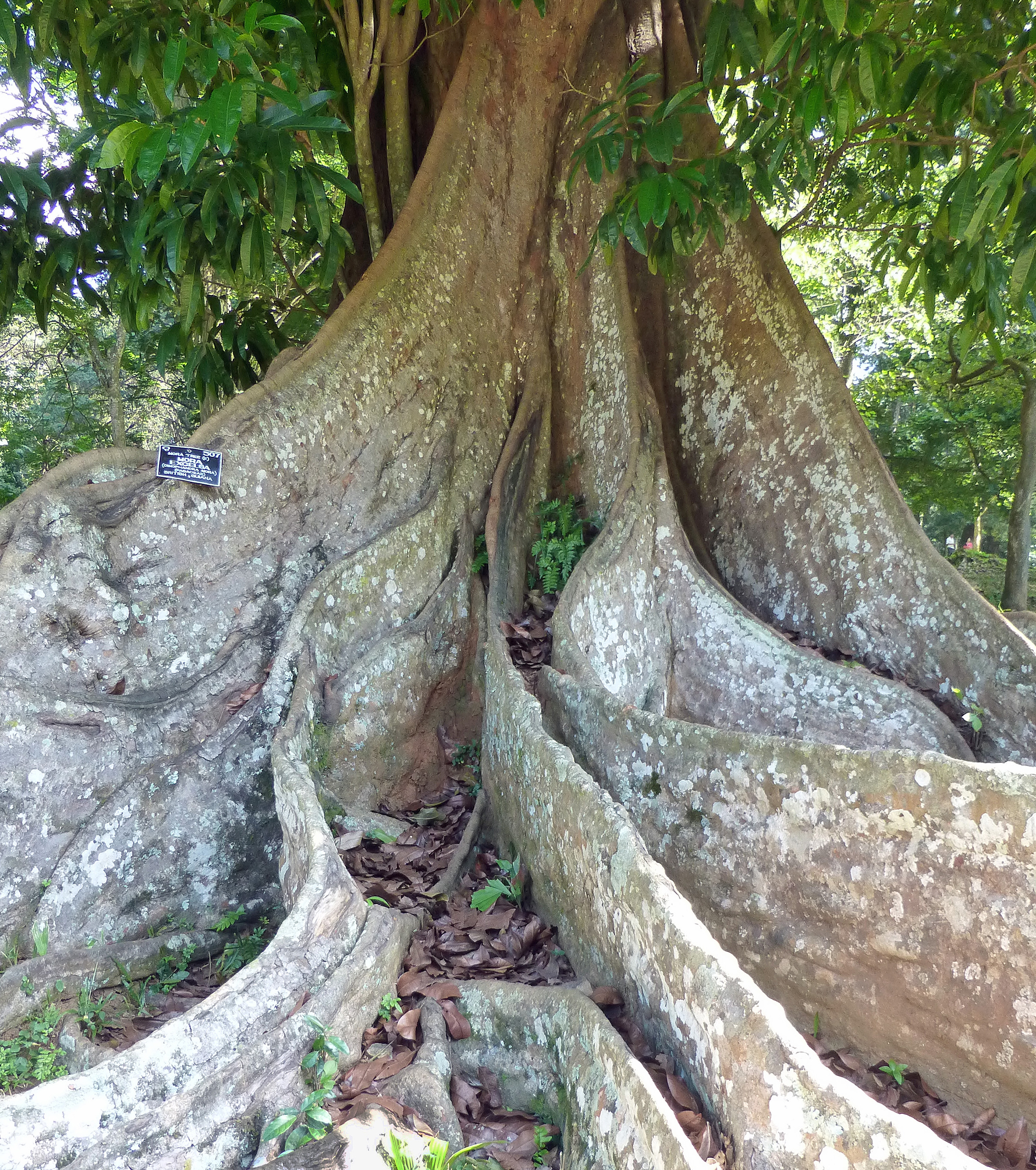
Mora excelsa

- Mora ekmanii (Urb.) Britton & Rose: Caraïben
- Mora excelsa Benth.: Trinidad en Tobago, Guyana, Suriname, Venezuela
- Mora gonggrijpii (Kleinhoonte) Sandwith: Guyana, Suriname, Venezuela
- Mora megistosperma (Pittier) Britton & Rose: Costa Rica, Panama, Colombia
- Mora oleifera (Hemsl.) Ducke: Panama, Colombia
- Mora paraensis (Ducke) Ducke: Brazilië

... · 
Abrus · 
Acacia · 
Acosmium · 
Adenanthera · 
Adenocarpus · 
Adenodolichos · 
Adenopodia · 
Adesmis · 
Aenictophyton · 
Aeschynomene · 
Afzelia · 
Aganope · 
Albizia · 
Alhagi · 
Alysicarpus · 
Amblygonocarpus · 
Amherstia · 
Andira · 
Angylocalyx · 
Aotus · 
Anthyllis · 
Arachis · 
Archidendropsis · 
Aspalathus · 
Astragalus (hokjespeul) · 
Austrosteenisia · 
Baphia · 
Bauhinia · 
Brachystegia · 
Bolusafra · 
Butea · 
Caesalpinia · 
Cajanus · 
Calicotome · 
Carmichaelia · 
Carrissoa · 
Cassia · 
Castanospermum · 
Ceratonia · 
Chamaecytisus · 
Cicer · 
Clianthus · 
Clitoria · 
Cordyla · 
Coronilla · 
Crotalaria · 
Cyamopsis · 
Cyclopia (honingbos) · 
Cytisus · 
Dalbergia · 
Daviesia · 
Delonix · 
Derris · 
Dialium · 
Dicraeopetalum · 
Dichrostachys · 
Dipteryx · 
Enterolobium · 
Eperua · 
Erythrina (koraalboom) · 
Erythrophleum · 
Faidherbia · 
Genista (heidebrem) · 
Glycine · 
Glycyrrhiza · 
Hardenbergia · 
Hovea · 
Indigofera · 
Inga · 
Lathyrus · 
Lens · 
Lonchocarpus · 
Lotus (rolklaver) · 
Lupinus (lupine) · 
Macrotyloma · 
Medicago (rupsklaver) · 
Melilotus (honingklaver) · 
Mimosa · 
Mora · 
Myroxylon · 
Newtonia · 
Onobrychis · 
Ononis (stalkruid) · 
Ormosia · 
Ougeinia · 
Pachyrhizus · 
Parkia · 
Parkinsonia · 
Parochetus · 
Pericopsis · 
Phaseolus · 
Physostigma · 
Pisum (erwt) · 
Prosopis · 
Psophocarpus · 
Psoralea · 
Pterocarpus · 
Pueraria · 
Racosperma · 
Robinia · 
Rothia · 
Securigera · 
Senegalia · 
Senna · 
Serianthes · 
Sesbania · 
Sophora · 
Spartium · 
Sphenostylis · 
Streblorrhiza · 
Strongylodon · 
Stylosanthes · 
Styphnolobium · 
Swainsona · 
Tamarindus · 
Tephrosia · 
Teramnus · 
Tetragonolobus · 
Tetrapleura · 
Trifolium (klaver) · 
Trigonella (hoornklaver) · 
Ulex · 
Uraria · 
Vachellia · 
Vicia (wikke) · 
Vigna · 
Viminaria · 
Virgilia · 
Wisteria (blauweregen) · 
Zornia · 
Zygocarpum · 
...